# Besson (facteur d'instruments)
Pour les articles homonymes, voir Besson.
Besson est une entreprise fabriquant des instruments à vent de la famille des cuivres. La marque anglaise Besson London appartient au groupe Buffet Crampon Group, qui l'a rachetée en 2006 au groupe britannique « The Music Group ».

## Histoire
La société a été fondée en 1837 par Gustave Auguste Besson, inventeur à l'âge de 18 ans ; dès lors, il améliore constamment tous les cuivres comme l'ophicléide, leurs pistons, il invente de nouveaux instruments pour aboutir à une conception révolutionnaire d'un cornet à pistons à tons de rechange, appelé « cornet dit Besson »,, breveté en 1854. Ses produits ont rapidement acquis une grande réputation dans toute l'Europe. En 1857, à la suite de démêlés avec Adolphe Sax, il s'installe en Angleterre où il fait construire une grande usine à Londres. Ses instruments se vendent sur le marché anglais et de nombreux autres pays dont les États-Unis.

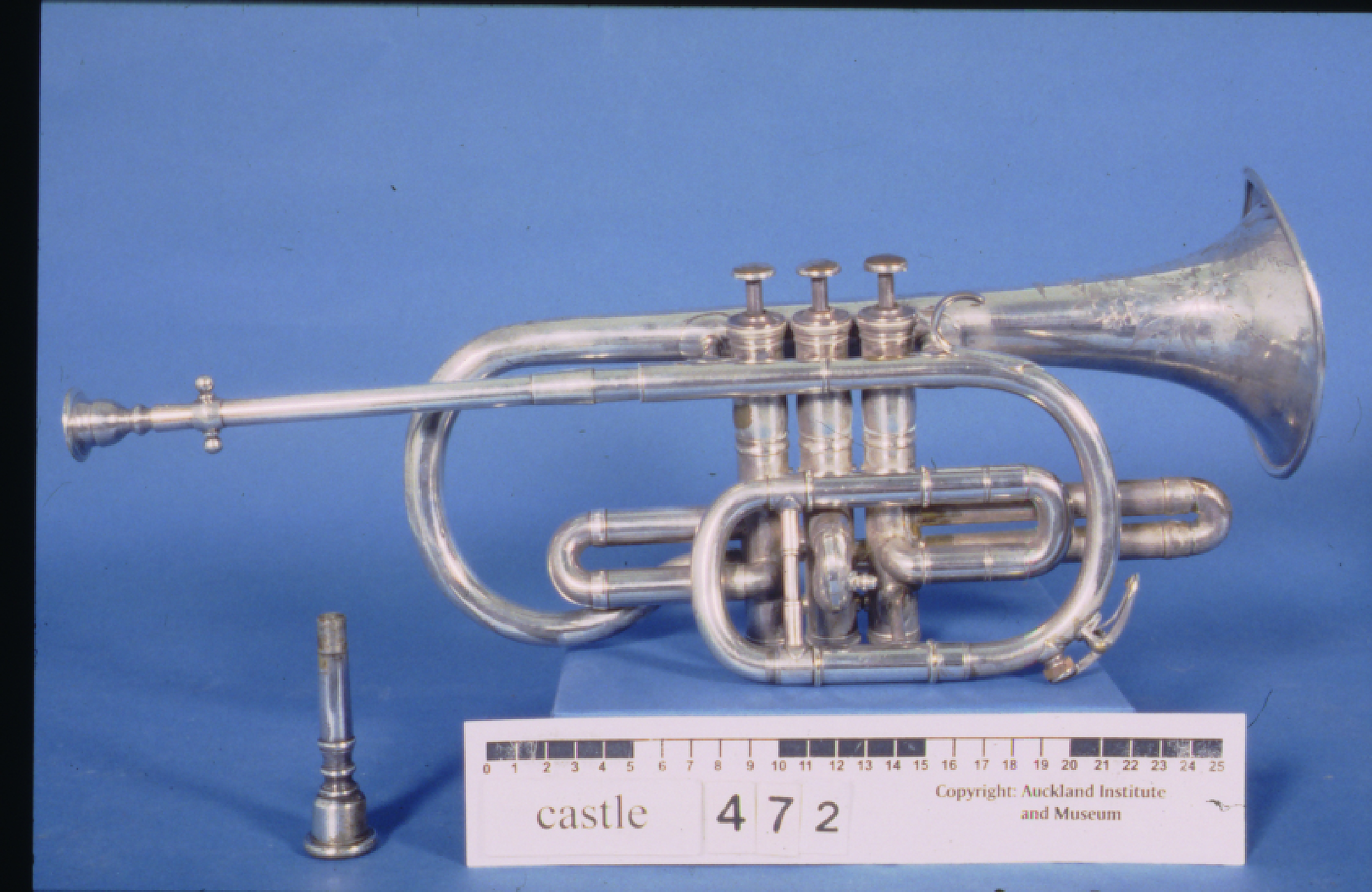
Cornet Besson, plaqué argent, 3 pistons (ca 1880).

L'entreprise moderne produit une gamme de cornets, cors ténor, euphoniums, tubas, cors d'harmonie et cors baryton. Au cours de son histoire, Besson a également produit un certain nombre d'autres cuivres, dont un imposant tuba sous-contrebasse en si bémol.

### Gustave Besson
Gustave Auguste Besson (1820–1874) entre en apprentissage à l’âge de 10 ans chez le facteur d'instruments parisien Dujarier, dans le quartier du Petit-Montrouge, puis il travaille dans plusieurs maisons de facture instrumentale.  
En 1837, Gustave Auguste Besson crée la maison Besson à Paris puis après des débuts difficiles, il met en œuvre son ingéniosité fertile pour l'amélioration des instruments et produit son nouveau cornet à trois pistons à perce pleine, appelé cornet dit Besson. Ses instruments sont devenus célèbres en Europe et on lui attribue de plus de cinquante inventions. 
Dans les années 1840, la maison Besson, installée au cœur de Paris, est reconnue comme une manufacture d’instruments à vent « de premier ordre » aux côtés des maisons parisiennes comme Antoine Courtois, Halary ou Adolphe Sax. 
Gustave Besson est signataire en 1845 de la lettre de protestation au ministère de la guerre contre l’adoption des instruments d’Adolphe Sax dans les ensembles militaires, qui le place en situation de monopole ; les autres constructeurs se trouvant obligés de payer un droit d'exploitation des brevets de Sax.
En 1847, il crée un grand tuba portatif, dit « contre-basse monstre », qui est ordonnancé alors dans tous les régiments en France. 
Il invente, ou plutôt revendique, en 1856, un système déjà connu qui s'avérera majeur pour la naissance de la facture moderne d'instruments à vent, le « système prototype » de mandrins en acier qui permet la duplication exacte des instruments; il brevette également des améliorations de l'outillage nécessaires à la facture. Besson affirme en 1856 dans ses brevets que la conception de ses instruments est basée sur des principes acoustiques et mathématiques.
En 1858, à la suite d'une longue série de procès avec Adolphe Sax (notamment une condamnation pour contrefaçon de 200 000 francs), Gustave Besson quitte Paris pour fonder avec Aimé Girardin une deuxième usine à Londres au 196, Easton Road et transfère ses biens à sa femme, Florentine (ca. 1830 – 1875), pour des raisons de protections financières. Au cours des années suivantes, Besson continue à fabriquer à Paris au 7, rue des Trois-Couronnes (la gestion de l’atelier étant assurée par un contremaître) et à Londres sous le nom de sa femme Florentine Besson née Ridoux (nom commercial: Florentine ou F. Besson), et a également des entrepôts pour la distribution à Bruxelles, Charleroi, Madrid et Barcelone.
La maison Besson participe et remporte de nombreux prix lors des concours internationaux, notamment le Prize Medal à l’Exposition Universelle de Londres en 1851, une médaille de première classe à l’exposition universelle de Paris en 1855, une médaille d'or (MO) pour ses instruments en cuivre lors de l'exposition universelle de Paris de 1878 et plusieurs grands prix à partir de 1900. 
Elle fabrique ou commercialise  également des bois, clarinettes et saxophones pour lesquelles des brevets d'amélioration ont été déposés. 
Certains historiens indiquent que Besson est le premier à employer l'aluminium pour la fabrication des instruments de musique, ainsi que le caoutchouc durci (Ebonite) pour clarinettes, violons, etc.
On notera que les instruments une fois terminés n'étaient pas interchangeables entre les deux ateliers parisien et londonien, car les instruments destinés au marché français étaient construits au «diapason normal» (la3=435 Hz, standard depuis 1859), alors que les instruments destinés au marché britannique étaient construits au diapason «Old Philharmonic» (la3=452 Hz).
Lors des évènements de 1870–1871, l'effort de guerre prive les facteurs d'instruments de leur stock de matière, comme le cuivre, et nombre d'instruments ont été détruits ou fondus pour en priver l’envahisseur prussien. « En 1870–71, la maison Fontaine-Besson, n’écoutant que son patriotisme, a suspendu dans sa fabrique de Londres la fabrication destinée au commerce pour n’occuper son personnel qu’à la fabrication des instruments nécessaires à la formation des armées de la Loire et de l’Est. »,
En 1874, Gustave Besson brevette une « nouvelle perce étoile » pour améliorer la fluidité du parcours de l’air dans l’instrument en cuivre.

### Descendantes Besson

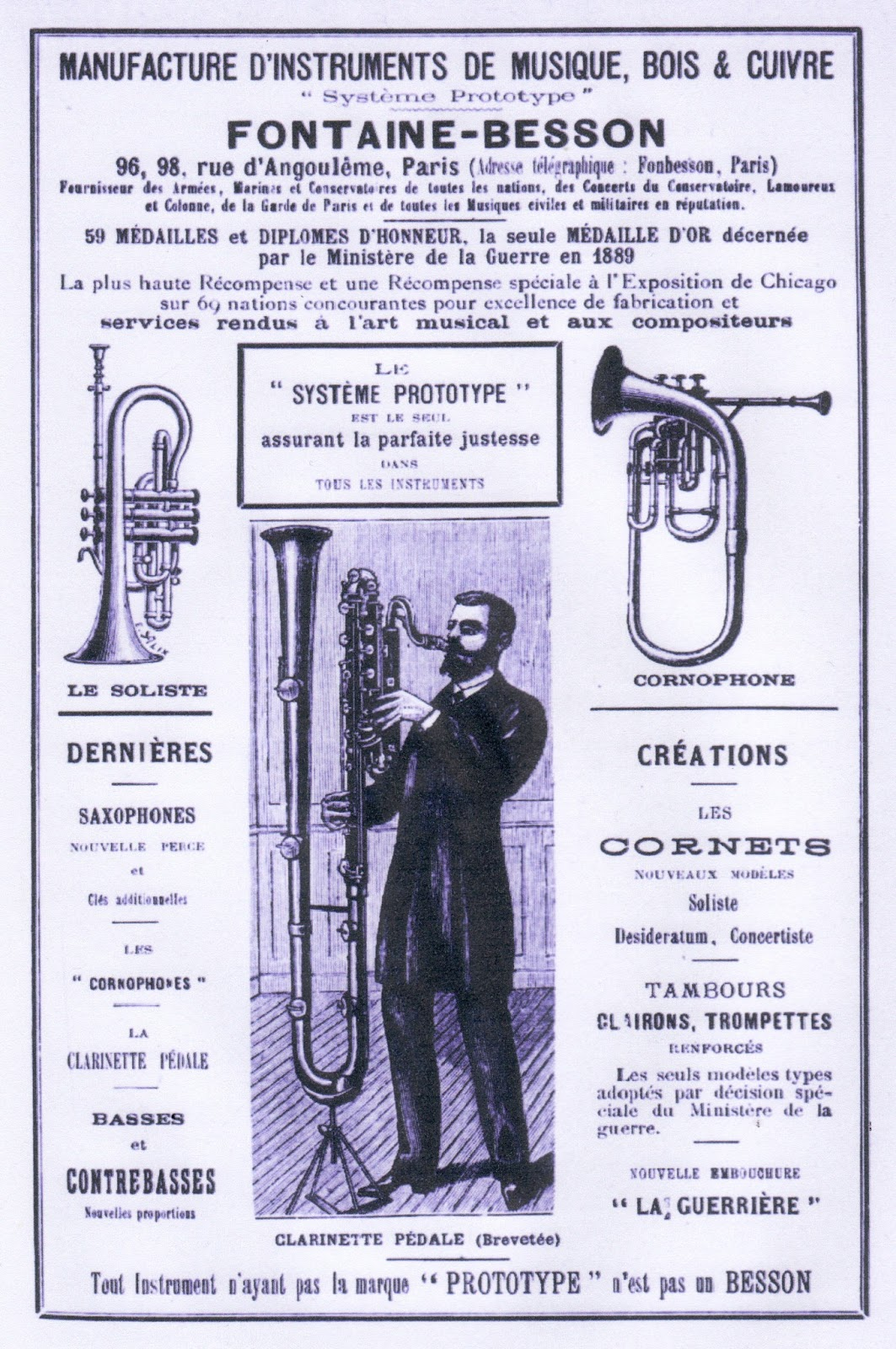
Publicité Fontaine-Besson dans l'annuaire de la musique (1895)

À la suite du décès de Gustave Auguste Besson en 1874, sa femme Florentine et ses filles Cécile (1848 - 1899) et Marthe (ca. 1853 - 1908), dirigent la maison Besson puis, au décès de leur mère un an plus tard, Marthe reprend les entreprises parisienne et londonienne ; Marthe Besson a été formée par son père au métier de la facture d’instrument, et elle reprend la direction de la société avec de vraies compétences et une connaissance complète des ateliers parisien et londonien. Elle est très respectée et appréciée de ses ouvriers par sa capacité à développer l'entreprise dans un esprit familial. Après le mariage Marthe Besson avec Adolphe Fontaine (1842 –1908) en 1879, attaché au Consulat de France à Londres, la société change de nom, devenant Fontaine-Besson  en 1880 en France, et Besson en Angleterre. Au regard de la société, c’est Adolphe Fontaine, époux de Marthe Besson, qui est officiellement à la direction des deux branches de la maison. À la suite de la séparation des époux Fontaine-Besson en 1894, Marthe quitte la France pour l'usine de Euston Road à Londres, d’où elle dirige les deux usines.
Fait rare dans cette industrie, une femme « Marthe Besson, chargée du contrôle exclusif des brevets et de la gestion de la maison pendant 25 ans, apporte également des perfectionnements aux instruments et dépose des brevets d’invention, notamment pour la famille des « cornophones » et pour la trompette appelée modèle « Meha », première trompette moderne en si bémol »,. 
En 1880, la maison Besson arrête l’achat des instruments en bois et réalise en interne leur fabrication. En 1882, elle sort un cornet muni de deux pistons rotatifs supplémentaires puis, en 1885, la première trompette piccolo en sol.
Reprochant à son beau-frère le changement de nom la maison F. Besson en Fontaine-Besson et l’appropriation de titres et brevets familiaux, Cécile Besson porte plainte en 1888 auprès de la justice anglaise (qui lui donne raison), puis décède subitement; sa sœur Marthe devient alors la seule propriétaire des deux manufactures par rachat des parts de ses neveux. 
« En 1889, le facteur de cuivres Fontaine-Besson a commencé à produire une nouvelle clarinette-pédale. Cet instrument se compose d'un tube de 10 pieds (3,0 m) de long, dans lequel des alésages cylindriques et coniques sont combinés. Le tube est redoublé deux fois sur lui-même. Il possède 13 touches et 2 plateaux sur le tube, et le doigté est le même que pour la clarinette en si♭ sauf pour les huit demi-tons les plus élevés. Le ton est riche et plein à l'exception des notes les plus graves, qui sont inévitablement un peu rugueuses en qualité, mais beaucoup plus sonores que les notes correspondantes du contrebasson. Le registre supérieur ressemble au registre du chalumeau de la clarinette en si♭, car il est rosé et doux  ». Un brevet pour cette clarinette contrebasse en bois et métal est déposé dans six pays par Marthe Besson ,. 

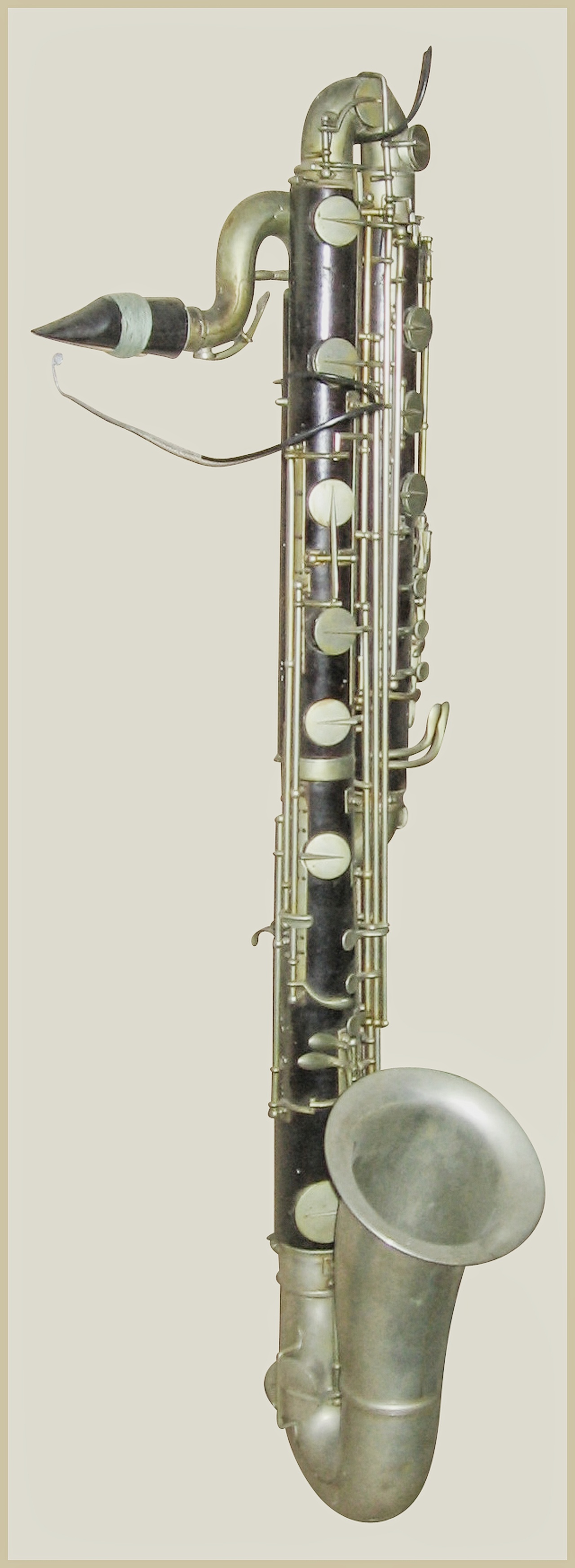
Clarinette-pédale Besson, post-1890.

En 1890, la maison Besson sort la famille des « cornophones ».
A la fin du XIXe siècle (1894), la manufacture de Paris compte 145 travailleurs. L'usine Besson de Londres emploie 131 ouvriers, produisant 100 instruments par semaine, et pas moins de 10 000 instruments figurent sur leur liste de vente. Grâce au procédé « prototype », la fabrication des instruments est réalisée avec régularité : en 1895, environ 50 000 instruments sont produits à Paris.
Fin 1894, la gestion singulière et violente de M. Fontaine, cocaïnomane, et une réduction de salaire provoquent la grève des ouvriers et des contremaîtres de l'usine parisienne, au 96 rue d'Angoulême, dont les plus anciens ont cinquante années d'ancienneté. En 1895, Mme Besson-Fontaine part en Angleterre pour s'occuper de l'usine et pour entamer une procédure de divorce. La rivalité entre époux défrait la chronique à travers l'Europe
Marthe Besson vend la branche londonienne le 15 mai 1895 à Arthur Bryans, qui la vend à son tour à la nouvelle société créée avec Stratten Boulnois, Patrick Ross et Henry Grice comme directeurs.
Fin du XIXe siècle, la maison Besson sort le modèle de trompette « Meha », première trompette moderne en si.
En 1908, à la mort de leurs parents, les filles Fontaine, Marthe épouse Durand (1879 – 1944) et Meha épouse Sabatier (1885 – 1976), héritent des maisons Besson. « Mme Sabatier Besson reste à la tête de l’entreprise familiale (sise après guerre au 16 Faubourg Saint Denis), jusqu’à sa faillite en 1950. ». 
Le 29 janvier 1910 éclate une grève dans la maison Besson Fondère à Paris pour réclamer une hausse de salaire et la mise en place d’un contrat collectif à la suite d'une série de grève des salariés chez les différentes entreprises de la profession, notamment six semaines chez Couesnon.
Besson achète en 1925 l'entreprise Quilter puis en 1940, l'entreprise Wheatstone & Co. 
En 1932 à Paris, la maison F-Besson fabrique les instruments en cuivre pour Strasser Marigaux et Lemaire (SML) avec Alfred Aubertin, fabricant de pistons, pavillons et assembleur final des instruments en cuivre.
Le nom « Meha » (MEHA) est ajouté en 1937 à la marque « Besson » sur les instruments.
En 1948, un incendie détruit la manufacture parisienne.

### Évolutions ultérieures

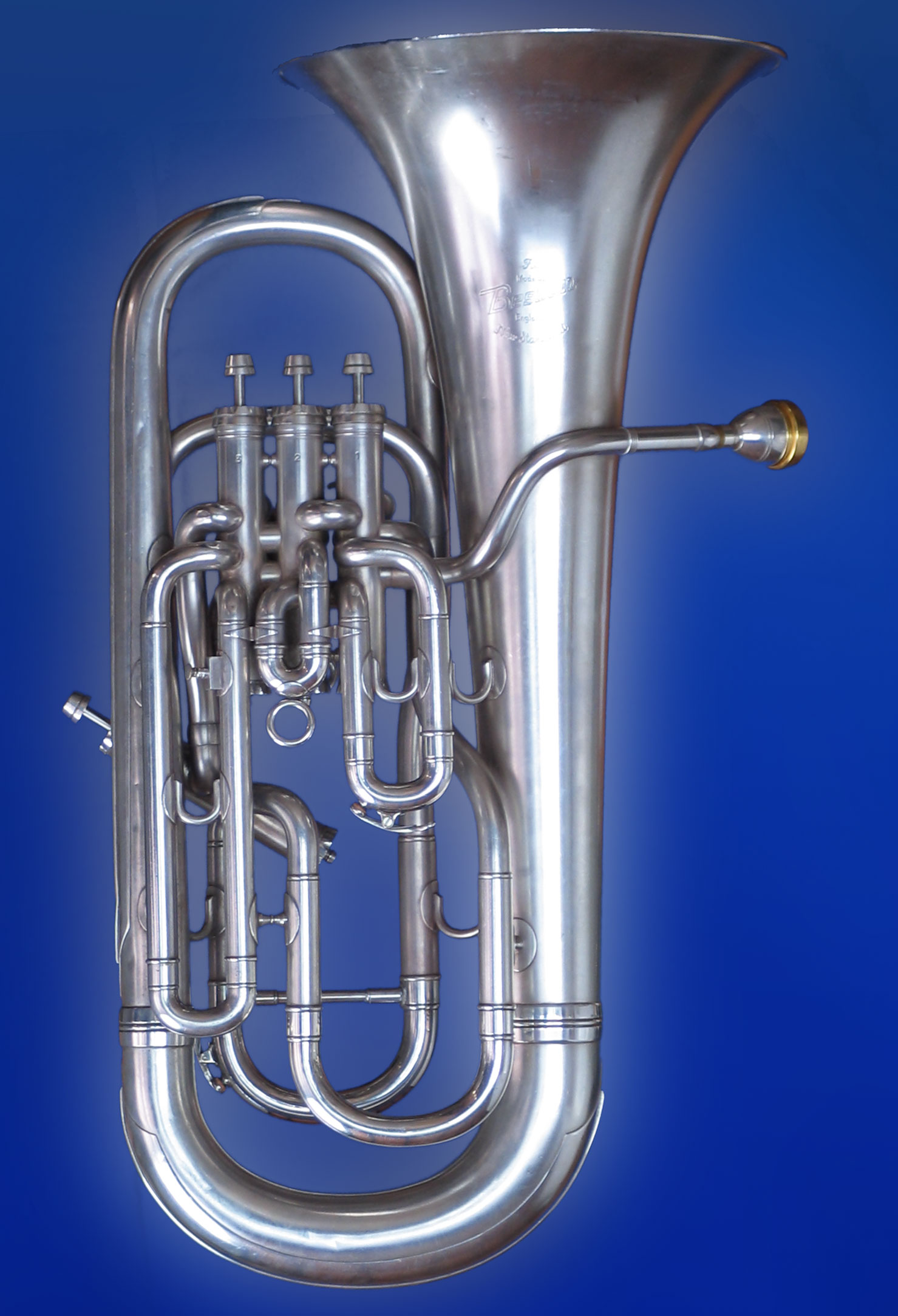
Euphonium modèle New Standard de Besson London

En 1948, le groupe Boosey & Hawkes, fusion des entreprises Boosey & Co et Hawkes & Sons of England, acquiert la marque « Besson London ». 
Couesnon rachète en 1957 la société française Fontaine-Besson après la mort de Meha Sabatier Besson.
En 1981, Besson est acheté complètement par le groupe Boosey & Hawkes et l'année suivante Boosey & Hawkes lance la fabrication de copies modernes de trompettes Besson par le californien Zig Kanstul avec l'outillage sauvegardé de Paris; ces trompettes sont mises en vente dès 1983.
Boosey & Hawkes est racheté en 1986 par Carl Fischer (en). En 1998, Zig Kanstul arrête sa production. Il continue à produire les modèles Stamm et Classic.
En 2003, Boosey & Hawkes revend les entreprises de facture française d'instruments à vent «haut de gamme», comme Besson, pour rejoindre le groupe britannique The Music Group. Une nouvelle gamme d'instruments utilisant la marque Besson est créée.
A l'initiative de son PDG, Paul Baronnat, Buffet Crampon acquiert en 2006 deux grandes marques de cuivres, Antoine Courtois Paris (créé en 1803) et Besson (créé en 1837). La société devient le holding Buffet Crampon Group, avec deux filiales, aux Etats-Unis et au Japon, et en novembre 2007, elle nomme Antoine Beaussant en tant que nouveau Directeur Général.
En rejoignant le groupe Buffet Crampon, Besson a restructuré et recentré sa production d'instruments professionnels en Allemagne et en France. 

## Instruments

### Instruments anciens

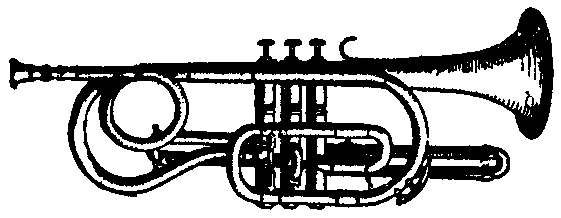
Trompette militaire en fa Besson (ca. 1911, encyclopédie Britannica)

La maison Besson a contribué à innover et à améliorer beaucoup d'instruments de musique. On citera, entre autres, le système de pistons avec rotor combiné sur le cornet à pistons, le cornophone (variante de petit baryton avec un petit pavillon frontal), le doblophone (combinaison entre un euphonium et un trombone qui peut jouer deux sons en même temps), un système de tension pour les tambours, une clarinette contrebasse... 
Pour les cornets à pistons, les deux modèles historiques suivants ont constitué des références souvent copiées :
- Concertiste - Le modèle le plus cher de Besson des années 1890 à l'avènement de la Première Guerre mondiale . La forme cintrée des coulisses d'intervalles du Concertiste est la forme de conception favorite aujourd'hui[19].
- Desideratum - Le deuxième modèle le plus cher de Besson. La principale différence de configuration entre les modèles Desideratum et Concertiste est la relation entre le tuyau de sortie et le troisième piston[20].

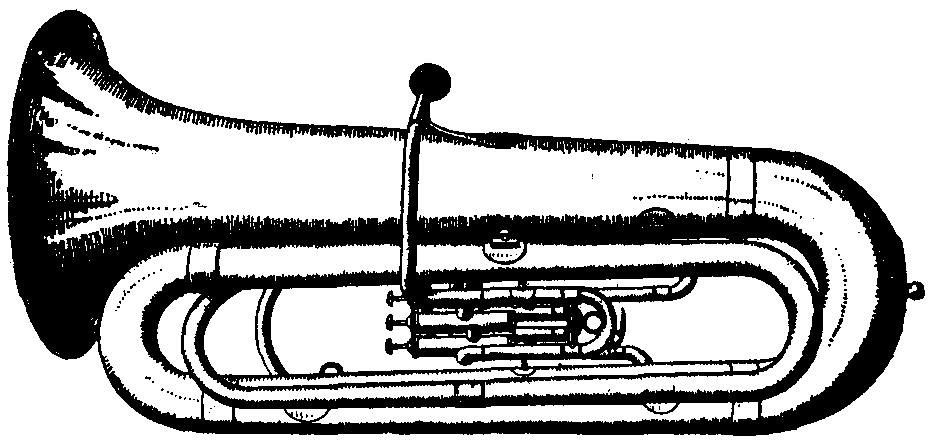
Tuba bombardon en si bémol Besson (ca. 1911, encyclopédie Britannica)

### Instruments modernes en cuivre
- Alto (saxhorn ou tuba)
  - Prestige 2050 en mi bémol, 3 pistons
  - Sovereign 950 en mi bémol, 3 pistons
  - Prodige 152 en mi bémol, instrument d'étude, 3 pistons
- Baryton (saxhorn ou tuba)
  - Prestige 2056 en si bémol, 4 pistons
  - Sovereign 955 en si bémol, 3 pistons
  - Prodige 157 en si bémol, instrument d'étude, 3 pistons
- Cornet à pistons
  - Prestige 2028 en si bémol
  - Sovereign 928G en si bémol
  - Sovereign 924G en mi bémol, cornet soprano
  - Prodige 120 en si bémol, instrument d'étude
- Euphonium
  - Prestige 2051/2052 en si bémol, 4 pistons
  - Sovereign 9267/968 en si bémol, 4 pistons
  - Prodige 162/163/164/165 en si bémol, instrument d'étude, , 4 pistons
- Trombone à coulisse
  - Prodige 130 en si bémol, instrument d'étude
- Trompette
  - New standard 110 (petites mains)/111 en si bémol, instrument d'étude

- Tuba

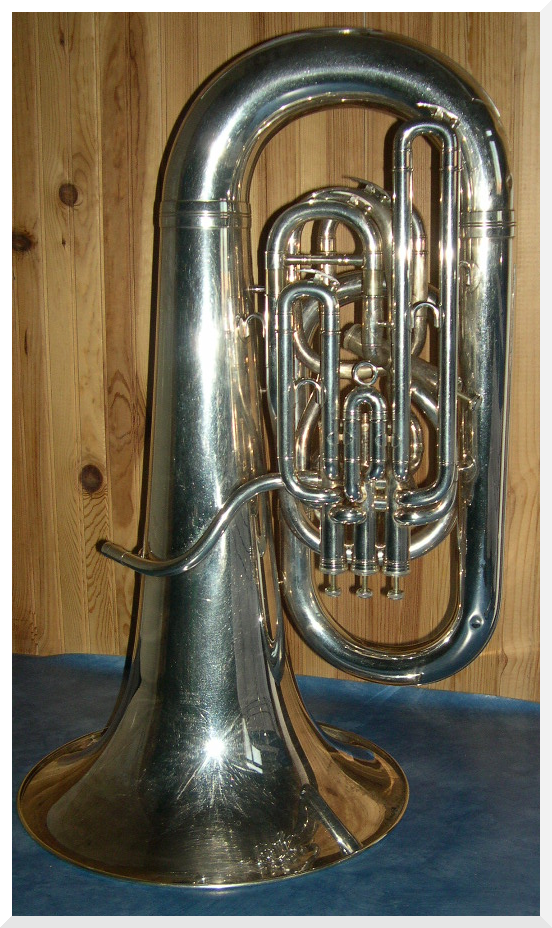
Tuba argenté en mi bémol - modèle Sovereign de Besson

  - Sovereign 980/981/982 en mi bémol, 4 pistons compensés, différents pavillons
  - International 794 en si bémol, 4 pistons compensés
  - International 782 en mi bémol, 4 pistons compensés
  - Sovereign 983 en mi bémol, 4 pistons en ligne
  - Sovereign 994 en si bémol, 4 pistons compensés
  - Prodige 177 en mi bémol, instrument d'étude, 3 pistons
  - Prodige 186 en si bémol, instrument d'étude, 4 barillets action frontale
  - Prodige 187 en si bémol, instrument d'étude, 4 pistons compensés

## La contrefaçon des instruments « Bessons »
Un flot d'instruments indiens de très mauvaise qualité portant le nom Bessons est entré sur le marché à la fin des années 1990. Ils ne sont pas liés aux instruments Besson fabriqués par la société portant ce nom. De nombreuses ventes se font par le biais d'enchères en ligne. Après un examen superficiel, tout joueur de cuivres expérimenté est en mesure de reconnaître que ces instruments sont totalement inférieurs aux instruments Besson véritables, et aussi de bien moins bonne qualité que les instruments d'étude les moins chers produits par des fabricants réputés.
Les instruments de contrefaçon, en particulier les trompettes de poche, les cornets, les euphoniums, les clairons et les trompettes en si ♭, sont susceptibles de présenter un « numéro de série » unique comme H.75983 (ou 84059) en relief sur le dessus du pavillon et les touches des pistons sont souvent hexagonales. Des instruments contrefaits similaires, probablement fabriqués dans les mêmes usines, ont été faussement étiquetés avec des noms d'autres fabricants réputés, tels que Getzen et Boosey. Ces instruments sont au mieux décrits comme des nouveautés car ils sont construits de manière médiocre à partir de feuilles de métal très fines, vieillies artificiellement, et ils sont souvent injouables (en raison de défauts de fabrication) et non accordables (les coulisses d'accord sont uniquement des ornements – elles ne fonctionnent pas).

## Guitares
Les guitares Besson ont été produites dans les années 1950. Elles portaient le logotype « Besson Aristone ». Ces guitares ont été importées[Où ?] et souvent rebaptisées. Beaucoup d'entre elles ont été fabriquées par Framus. Il y avait aussi un modèle fabriqué par Framus au nom de Besson conçu par le guitariste de jazz Jack Durante.

### Articles connexes

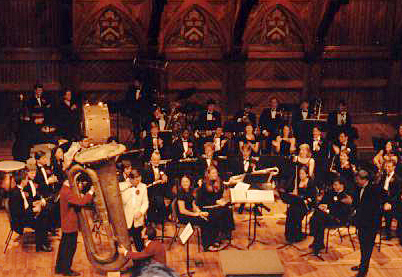
Tuba sous-contrebasse Besson, en si bémol.